# 사가미 종합보급창
사가미 종합보급창(Sagami General Depot, 相模総合補給廠 사가미 소고 호큐쇼[*])은 가나가와현 사가미하라시에 있는 주일 미군의 보급창이다.

## 역사
제2차 세계 대전 동안 일본 제국 육군의 주둔지이자 미쓰비시가 개발하고 생산한 각종 전차를 출고하던 "요코하마 기술창"(横浜技術廠 요코하마 기쥬츠쇼[*]) 혹은 "사가미 공창(무기고)"(相模工廠 사가미 고쇼[*])였다. 종전 이후, 연합군에 점령된 후에는 제35전투유지지원대대(35th Combat Sustainment Support Battalion, 옛 제35보급근무대대(35th Supply & Service Battalion))의 집이자, 주일 육군의 혼슈 지역을 담당하는 보급창이 되었다.
1994년부터 2007년까지 13년동안 제9전구지원사령부(9th TAACOM)에서 관리하였다.
2014년 9월 30일, 서쪽 17 ha 가량의 부지가 일본에 반환되었다.
2015년 8월 24일 새벽 0시 45분, 보급창 안의 창고에서 여러번의 폭발이 일어나 화재가 발생했다. 6시간만에 진화되었고 부상자는 없었지만, 창고를 포함한 주변 900m2이 완전히 탔다. 미국 국방부의 대변인은 타버린 창고에는 인화성 혹은 방사성 물질은 보관하지 않았고, 뭐가 있었는지 파악하고 있다고 밝혔다.

## 사드 사령부
2018년 10월 16일, 미국이 일본 도쿄 인근에 주일미군의 탄도미사일방위부대 새 사령부를 설치했다. 새 사령부는 가나가와(神奈川)현 사가미하라(相模原)시에 있는 미군 시설 사가미종합보급창에 마련됐다. 새 사령부는 미군 제38방공포병여단 사령부 요원들로 구성됐다. 새 사령부 정원은 115명으로 알려졌다. 이 사령부는 하와이 제94육군방공미사일방어사령부 소속이다. 일본에 배치된 2대의 사드 레이더를 통제할 것이다. 사가미 종합보급창은 2백만 제곱미터 부지에 창고와 군용차 수리공장 등이 들어서 있으며, 6백여 명이 근무하고 있는 것으로 알려졌다.

## 사진첩

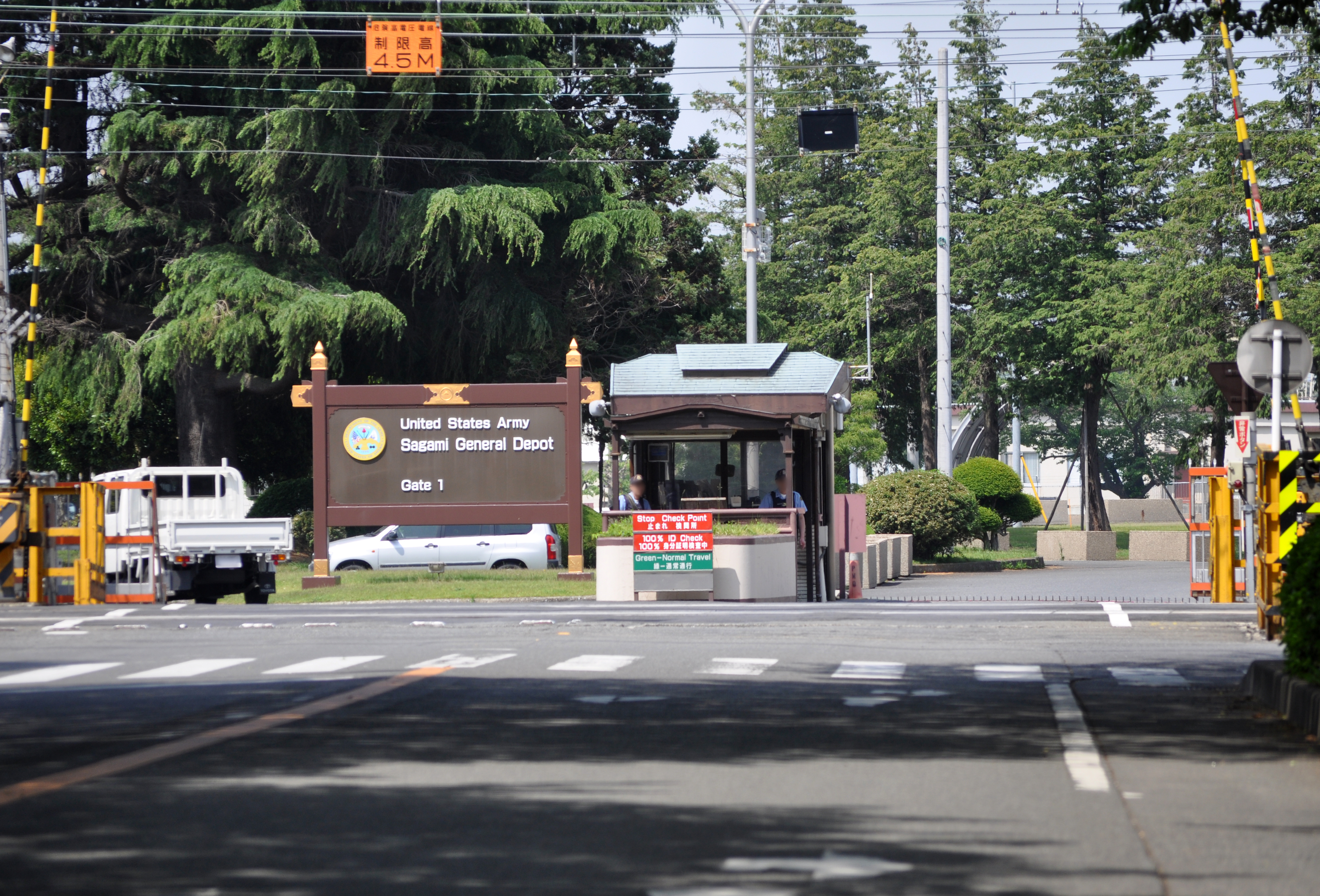
1번 출입구, 2011년.
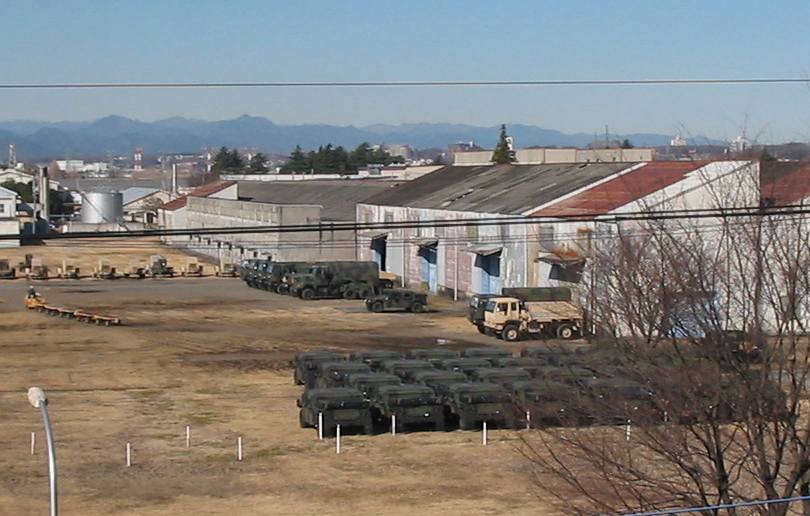
보급창 안의 건물과 차량, 2009년 1월 14일 촬영.
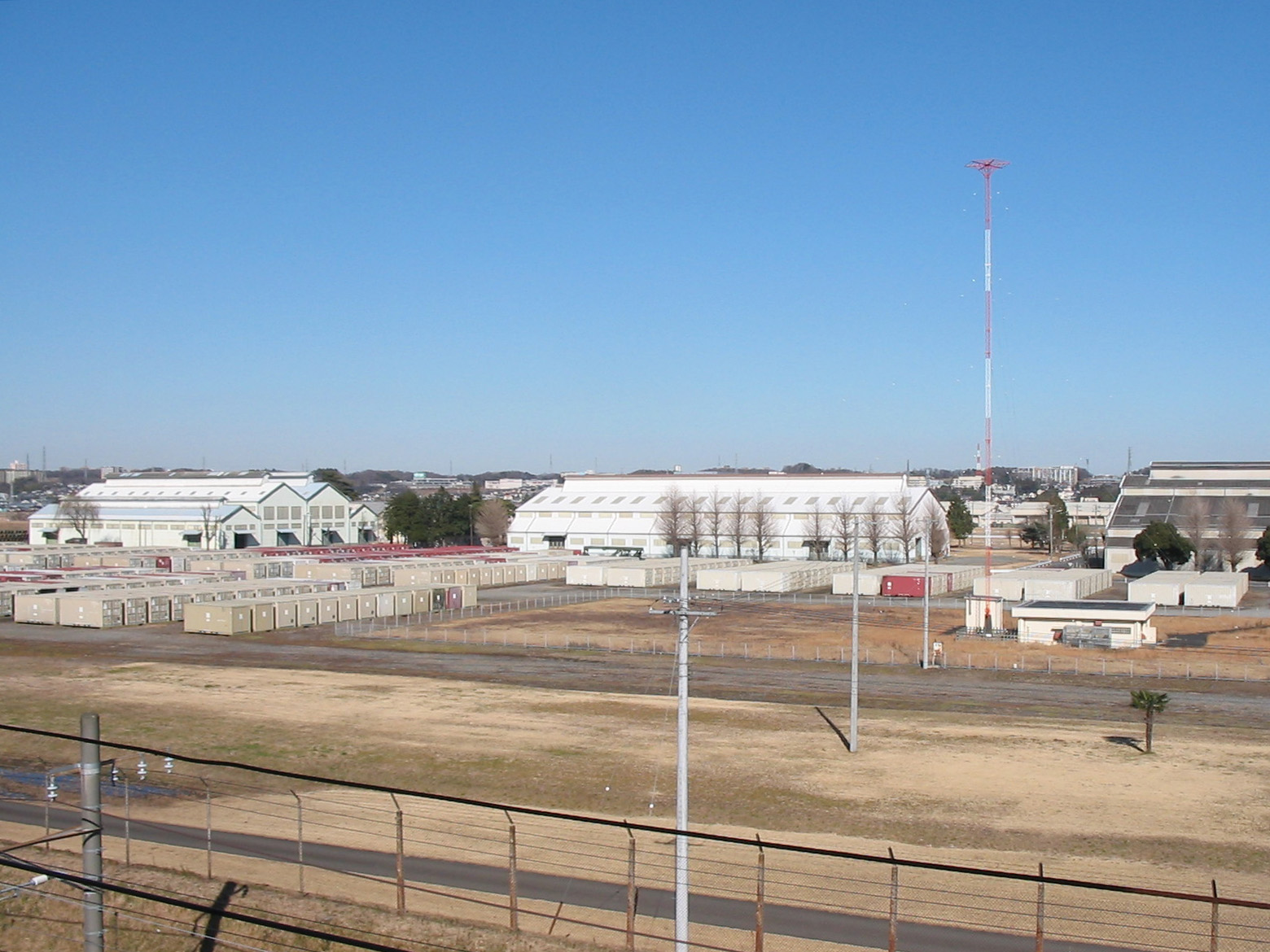
항공 라디오 네비게이션인 자마 무지향성 표지(NDB)의 모습 (오른쪽), 2009년 1월 14일 촬영, 현재 철거되었음.

## 같이 보기
- 주일 미군의 시설 목록
- 사가미하라 주거지역
같은 지역의 주일 미군을 위한 주거지역.

## 참고
1. ↑  “相模原駅周辺まちづくり構想]” (PDF). 사가미하라 시청. 2008년 3월. 2015년 9월 23일에 원본 문서 (PDF)에서 보존된 문서. 2015년 12월 24일에 확인함.
2. ↑  Erik Slavin (2015년 8월 25일). “Explosion at Sagami Depot Army facility near Tokyo draws criticism from Japanese”. 스타스 앤 스트립스. 2015년 12월 24일에 원본 문서에서 보존된 문서. 2015년 12월 24일에 확인함.
3. ↑  “日, 사가미하라 미군기지 보급창고서 대폭발…“부상자 없어””. 교도통신. 2015년 8월 24일. 2016년 3월 4일에 원본 문서에서 보존된 문서. 2015년 12월 24일에 확인함.